# Bavoriv
Bavoriv (în ucraineană Баворів) este localitatea de reședință a comunei Bavoriv din raionul Ternopil, regiunea Ternopil, Ucraina.

## Demografie
Componența lingvistică a localității Bavoriv
     Ucraineană (99,56%)
     Alte limbi (0,44%)
Conform recensământului din 2001, majoritatea populației localității Bavoriv era vorbitoare de ucraineană (99,56%), existând în minoritate și vorbitori de alte limbi.